# Putucusi
La montaña Putucusi (con una altitud de 2560 m s. n. m.) forma parte de las estribaciones orientales del macizo de Salcantay, en Cusco, Perú. Es parte de una gran formación orográfica conocida como Batolito de Vilcabamba, en la Cordillera Central de los Andes peruanos. Junto a las otras montañas de Machu Picchu y Huayna Picchu forman el valle en donde se encuentra el sitio arqueológico Machu Picchu y es el núcleo principal del Santuario histórico de Machu Picchu, igualmente Putucusi es la más pequeña de las tres montañas.

## Descripción
Su acceso se puede lograr desde el poblado de Aguas Calientes y también es la primera de las tres montañas que pueden verse antes de llegar al sitio arqueológico de Machu Picchu, en el lado turístico es una montaña utilizada para turismo de aventura de escalada, en 2016 las lluvias destruyeron las escaleras que llevaban a la sima y por consecuencia se tuvo que prohibir la entrada hasta la actualidad.